# Glavočike cjevnjače
Glavočike cjevnjače ili cjevastocvjetne glavočike (lat. Asteroideae), potporodica glavočika koje u glavicama imaju samo cjevaste cvjetove ili se na obodu nalaze i jezičasti cvjetovi. 
U Hrvatskoj je potporodica glavočika cjevnjača zastupljena s oko 80 rodova i više od 300 vrsta. Važniji predstavnici su stolisnik, tratinčica i druge.

## Opis
Asteroideae se sastoje od oko 15 500 vrsta (preko 60% vrsta u porodici) smješteno u nekih 1229 rodova (preko 70%) i 20 plemena (oko 60%),i najveća je potporodica Compositae. Dobro je karakteriziran morfološkim i molekularnim svojstvima (recenzija Bremer 1994). Cvjetne glave od Asteroideae mogu biti heterogamne i tada zrače ili diskiformno, ili homogamno i diskoidno. Centralni cvjetići (disk cvjetići) obično su aktinomorfni i savršeni (hermafrodit) ili rjeđe muški, dok rubni cvjetići su zrakasti ili aktinomorfni i najčešće ženski. Režnjevi vjenčića diskastih cvjetova tipično su kratki. Prašnici uglavnom imaju teke koje se ne šire ispod insercije filamenta (ekalkarat) i često nemaju rep sterilnih stanica na svojoj bazi (ekaudat). Krakovi stila često imaju dvije adaksijalne trake stigmatične površine (dio gineceja odgovoran za primanje peludi i za osiguravanje uvjeta za klijanje i početni rast) odvojene sterilnom zonom. Lateks se rijetko proizvodi. Pored ovih karakteriziraju se morfološki znakovi, Asteroideae duplikacijom u rbcL regiji plastidnog genoma (Kim et al. 1992)..
(Kim i sur. 1992.).

## Tribusi
1. Subfamilia Asteroideae (Cass.) Lindl.
  1. Tribus Calenduleae Cass.
    1. Garuleum Cass. (8 spp.)
    2. Dimorphotheca Vaill. (15 spp.)
    3. Gibbaria Cass. (2 spp.)
    4. Osteospermum L. (78 spp.)
    5. Calendula L. (13 spp.)

  2. Tribus Senecioneae Cass.
    1. Subtribus Abrotanellinae H. Rob., G. D. Carr, R. M. King & A. M. Powell
      1. Abrotanella Cass. (21 spp.)

    2. Subtribus Tussilagininae Dumort.
      1. Tussilago L. (1 sp.)
      2. Petasites L. (18 spp.)
      3. Homogyne Cass. (3 spp.)
      4. Endocellion Turcz. ex Herder (2 spp.)
      5. Crocidium Hook. (1 sp.)
      6. Blennosperma Less. (3 spp.)
      7. Ischnea F. Muell. (4 spp.)
      8. Tetradymia DC. (10 spp.)
      9. Lepidospartum (A. Gray) A. Gray (3 spp.)
      10. Hoehnephytum Cabrera (3 spp.)
      11. Luina Benth. (2 spp.)
      12. Cacaliopsis A. Gray (1 sp.)
      13. Rainiera Greene (1 sp.)
      14. Aequatorium B. Nord. (13 spp.)
      15. Paragynoxys (Cuatrec.) Cuatrec. (13 spp.)
      16. Gynoxys Cass. (116 spp.)
      17. Nordenstamia Lundin (17 spp.)
      18. Paracalia Cuatrec. (3 spp.)
      19. Angeldiazia M. O. Dillon & Zapata (1 sp.)
      20. Robinsonecio T. M. Barkley & Janovec (2 spp.)
      21. Roldana La Llave (65 spp.)
      22. Mixtecalia Redonda-Mart., García-Mend. & D.Sandoval (1 sp.)
      23. Telanthophora H. Rob. & Brettell (12 spp.)
      24. Villasenoria B. L. Clark (1 sp.)
      25. Pittocaulon H. Rob. & Brettell (5 spp.)
      26. Psacaliopsis H. Rob. & Brettell (5 spp.)
      27. Psacalium Cass. (52 spp.)
      28. Pippenalia McVaugh (1 sp.)
      29. Digitacalia Pippen (5 spp.)
      30. Yermo Dorn (1 sp.)
      31. Barkleyanthus H. Rob. & Brettell (1 sp.)
      32. Arnoglossum Raf. (9 spp.)
      33. Rugelia Shuttlew. ex Chapm. (1 sp.)
      34. Nelsonianthus H. Rob. & Brettell (2 spp.)
      35. Miricacalia Kitam. (1 sp.)
      36. Parasenecio W. W. Sm. & Small (70 spp.)
      37. Taimingasa (Kitam.) C. Ren & Q. E. Yang (3 spp.)
      38. Japonicalia C. Ren & Q. E. Yang (3 spp.)
      39. Tephroseris Rchb. (47 spp.)
      40. Nemosenecio (Kitam.) B. Nord. (6 spp.)
      41. Sinosenecio B. Nord. (45 spp.)
      42. Hainanecio Y. Liu & Q. E. Yang (1 sp.)
      43. Vickifunkia C.Ren, L.Wang, I.D.Illar. & Q.E.Yang (10 spp.)
      44. Ligularia Cass. (145 spp.)
      45. Dicercoclados C. Jeffrey & Y. L. Chen (1 sp.)
      46. Cremanthodium Benth. (77 spp.)
      47. Ligulariopsis Y. L. Chen (1 sp.)
      48. Farfugium Lindl. (2 spp.)
      49. Sinacalia H. Rob. & Brettell (3 spp.)
      50. Syneilesis Maxim. (7 spp.)
      51. Chersodoma Phil. (12 spp.)
      52. Dolichoglottis B. Nord. (2 spp.)
      53. Acrisione B. Nord. (2 spp.)
      54. Centropappus Hook. fil. (1 sp.)
      55. Bedfordia DC. (3 spp.)
      56. Brachyglottis J. R. Forst.& G. Forst. (35 spp.)
      57. Lordhowea B. Nord. (4 spp.)
      58. Haastia Hook. fil. (3 spp.)
      59. Papuacalia Veldkamp (17 spp.)
      60. Brachionostylum Mattf. (1 sp.)
      61. Traversia Hook. fil. (1 sp.)
      62. Capelio B. Nord. (3 spp.)
      63. Caputia B. Nord. & Pelser (5 spp.)

    3. Subtribus Othonninae Less.
      1. Gymnodiscus Less. (2 spp.)
      2. Othonna L. (96 spp.)
      3. Crassothonna B. Nord. (14 spp.)
      4. Euryops (Cass.) Cass. (102 spp.)
      5. Hertia Neck. (9 spp.)
      6. Lopholaena DC. (18 spp.)
      7. Stenops B. Nord. (2 spp.)
      8. Oligothrix DC. (1 sp.)

    4. Subtribus Senecioniinae Dumort.
      1. Dauresia B. Nord. & Pelser (2 spp.)
      2. Cissampelopsis (DC.) Miq. (12 spp.)
      3. Synotis (C. B. Clarke) C. Jeffrey & Y. L. Chen (65 spp.)
      4. Senecio L. (1446 spp.)
      5. Hasteola Raf. (3 spp.)
      6. Aetheolaena Cass. (20 spp.)
      7. Culcitium Humb. & Bonpl. (5 spp.)
      8. Lasiocephalus Willd. ex Schltdl. (4 spp.)
      9. Iocenes B. Nord. (1 sp.)
      10. Chaetacalia Pruski (1 sp.)
      11. Haplosticha Phil. (3 spp.)
      12. Robinsonia DC. (8 spp.)
      13. Scapisenecio Schmidt-Leb. (5 spp.)
      14. Erechtites Raf. (28 spp.)
      15. Cadiscus E. Mey. ex DC. (1 sp.)
      16. Crassocephalum Moench (25 spp.)
      17. Arrhenechthites Mattf. (6 spp.)
      18. Dendrocacalia (Nakai) Nakai (1 sp.)
      19. Io B. Nord. (1 sp.)
      20. Austrosynotis C. Jeffrey (1 sp.)
      21. Mikaniopsis Milne-Redh. (15 spp.)
      22. Phaneroglossa B. Nord. (1 sp.)
      23. Oresbia Cron & B. Nord. (1 sp.)
      24. Dendrosenecio (Hauman ex Hedberg) B. Nord. (12 spp.)
      25. Adenostyles Cass. (5 spp.)
      26. Dolichorrhiza (Pojark.) Galushko (4 spp.)
      27. Caucasalia B. Nord. (4 spp.)
      28. Iranecio B. Nord. (4 spp.)
      29. Turanecio Hamzaoglu (12 spp.)
      30. Pojarkovia Askerova (1 sp.)
      31. Curio P. V. Heath (21 spp.)
      32. Delairea Lem. (2 spp.)
      33. Gynura Cass. (53 spp.)
      34. Solanecio Sch. Bip. ex Walp. (17 spp.)
      35. Kleinia Mill. (55 spp.)
      36. Steirodiscus Less. (6 spp.)
      37. Lamprocephalus B. Nord. (1 sp.)
      38. Cineraria L. (49 spp.)
      39. Mesogramma DC. (1 sp.)
      40. Bolandia Cron (5 spp.)
      41. Bertilia Cron (1 sp.)
      42. Stilpnogyne DC. (1 sp.)
      43. Pladaroxylon (Endl.) Hook. fil. (1 sp.)
      44. Lachanodes DC. (1 sp.)
      45. Pericallis Webb & Berthel. (16 spp.)
      46. Emilia Cass. (124 spp.)
      47. Psednotrichia Hiern (3 spp.)
      48. Packera Á. Löve & D. Löve (76 spp.)
      49. Bethencourtia Choisy (3 spp.)
      50. Jacobaea Mill. (64 spp.)
      51. Monticalia C. Jeffrey (81 spp.)
      52. Faujasia Cass. (4 spp.)
      53. Eriotrix Cass. (2 spp.)
      54. Faujasiopsis C. Jeffrey (3 spp.)
      55. Parafaujasia C. Jeffrey (2 spp.)
      56. Hubertia Bory (24 spp.)
      57. Humbertacalia C. Jeffrey (9 spp.)
      58. Pentacalia Cass. (164 spp.)
      59. Dresslerothamnus H. Rob. (5 spp.)
      60. Ortizacalia Pruski (1 sp.)
      61. Scrobicaria Cass. (3 spp.)
      62. Lomanthus B. Nord. & Pelser (21 spp.)
      63. Misbrookea Funk (1 sp.)
      64. Werneria Kunth (29 spp.)
      65. Anticona E. Linares, J. Campos & A. Galán (1 sp.)
      66. Xenophyllum Funk (23 spp.)
      67. Arbelaezaster Cuatrec. (1 sp.)
      68. Caxamarca M. O. Dillon & A. Sagást. (2 spp.)
      69. Cabreriella Cuatrec. (2 spp.)
      70. Dorobaea Cass. (3 spp.)
      71. Garcibarrigoa Cuatrec. (2 spp.)
      72. Pseudogynoxys (Greenm.) Cabrera (16 spp.)
      73. Talamancalia H. Rob. & Cuatrec. (2 spp.)
      74. Charadranaetes Janovec & H. Rob. (1 sp.)
      75. Jessea H. Rob. & Cuatrec. (4 spp.)
      76. Graphistylis B. Nord. (9 spp.)
      77. Dendrophorbium (Cuatrec.) C. Jeffrey (84 spp.)
      78. Herodotia Urb. & Ekman (1 sp.)
      79. Mattfeldia Urb. (1 sp.)
      80. Zemisia B. Nord. (2 spp.)
      81. Ekmaniopappus Borhidi (1 sp.)
      82. Nesampelos B. Nord. (3 spp.)
      83. Elekmania B. Nord. (9 spp.)
      84. Leonis B. Nord. (1 sp.)
      85. Antillanthus B. Nord. (17 spp.)
      86. Herreranthus B. Nord. (1 sp.)
      87. Lundinia B. Nord. (1 sp.)
      88. Jacmaia B. Nord. (1 sp.)
      89. Odontocline B. Nord. (6 spp.)
      90. Ignurbia B. Nord. (1 sp.)
      91. Oldfeltia B. Nord. & Lundin (1 sp.)
      92. Shafera Greenm. (1 sp.)

  3. Tribus Doroniceae Panero
    1.       1. Doronicum L. (32 spp.)

  4. Tribus Anthemideae Cass.
    1. Subtribus Osmitopsidinae Oberpr. & Himmelr.
      1. Osmitopsis Cass. (9 spp.)

    2. Subtribus Cotulinae Kitt.
      1. Schistostephium Less. (8 spp.)
      2. Soliva Ruiz & Pav. (5 spp.)
      3. Leptinella Cass. (34 spp.)
      4. Cotula L. (58 spp.)
      5. Hilliardia B. Nord. (1 sp.)
      6. Hippia L. (9 spp.)
      7. Adenanthellum B. Nord. (1 sp.)
      8. Inezia E. Phillips (2 spp.)
      9. Thaminophyllum Harv. (3 spp.)
      10. Lidbeckia Bergius (3 spp.)

    3. Subtribus Ursiniinae K. Bremer & Humphries
      1. Ursinia Gaertn. (44 spp.)

    4. Subtribus Inulantherinae Oberpr. & Töpfer
      1. Inulanthera Källersjö (9 spp.)

    5. Subtribus Athanasiinae Lindl. ex Pfeiff.
      1. Eriocephalus L. (32 spp.)
      2. Adenoglossa B. Nord. (1 sp.)
      3. Lasiospermum Lag. (4 spp.)
      4. Hymenolepis (Plantae)Hymenolepis Cass. (10 spp.)
      5. Athanasia L. (41 spp.)
      6. Leucoptera B. Nord. (3 spp.)

    6. Subtribus Phymasperminae Oberpr. & Himmelr.
      1. Phymaspermum Less. (24 spp.)
      2. Gymnopentzia Benth. (1 sp.)
      3. Eumorphia DC. (6 spp.)

    7. Subtribus Pentziinae Oberpr. & Himmelr.
      1. Myxopappus Källersjö (2 spp.)
      2. Marasmodes DC. (13 spp.)
      3. Cymbopappus B. Nord. (3 spp.)
      4. Pentzia Thunb. (31 spp.)
      5. Oncosiphon Källersjö (8 spp.)
      6. Foveolina Källersjö (5 spp.)

    8. Subtribus Handeliinae K. Bremer & Humphries
      1. Ugamia Pavlov (1 sp.)
      2. Cancrinia Kar. & Kir. (7 spp.)
      3. Microcephala Pobed. (4 spp.)
      4. Trichanthemis Regel & Schmalh. (10 spp.)
      5. Richteria Kar. & Kir. (10 spp.)
      6. Tanacetopsis (Tzvelev) Kovalevsk (24 spp.)
      7. Lepidolopsis Poljakov (2 spp.)
      8. Allardia DC. (9 spp.)
      9. Sclerorhachis (Rech. fil.) Rech. fil. (7 spp.)
      10. Polychrysum (Tzvelev) Kovalevsk. (1 sp.)
      11. Handelia Heimerl (1 sp.)
      12. Pseudohandelia Tzvelev (1 sp.)

    9. Subtribus Artemisiinae Less.
      1. Lepidolopha C. Winkl. (8 spp.)
      2. Elachanthemum Y. Ling & Y. R. Ling (1 sp.)
      3. Arctanthemum (Tzvelev) Tzvelev (3 spp.)
      4. Ajania Poljakov (40 spp.)
      5. Ajaniopsis C. Shih (1 sp.)
      6. Leucanthemella Tzvelev (2 spp.)
      7. Crossostephium Less. (1 sp.)
      8. Delwiensia W. A. Weber & R. C. Wittmann (1 sp.)
      9. Artemisia L. (485 spp.)
      10. Nipponanthemum (Kitam.) Kitam. (1 sp.)
      11. Artemisiella Ghafoor (1 sp.)
      12. Phaeostigma Muldashev (3 spp.)
      13. Turaniphytum Poljakov (2 spp.)
      14. Mausolea Bunge ex Poljakov (1 sp.)
      15. Hippolytia Poljakov (19 spp.)
      16. Neopallasia Poljakov (1 sp.)
      17. Chrysanthemum L. (40 spp.)
      18. Opisthopappus C. Shih (1 sp.)
      19. Tridactylina (DC.) Sch. Bip. (1 sp.)
      20. Kaschgaria Poljakov (2 spp.)
      21. Filifolium Kitam. (1 sp.)
      22. Stilpnolepis Krasch. (1 sp.)
      23. Brachanthemum DC. (9 spp.)

    10. Subtribus Brocchiinae Oberpr. & Töpfer
      1. Brocchia Vis. (1 sp.)

    11. Subtribus Vogtiinae Oberpr. & Töpfer
      1. Vogtia Oberpr. & Sonboli (2 spp.)

    12. Subtribus Matricariinae Willk.
      1. Matricaria L. (5 spp.)
      2. Heliocauta Humphries (1 sp.)
      3. Anacyclus L. (9 spp.)
      4. Achillea L. (138 spp.)

    13. Subtribus Anthemidinae Dumort.
      1. Gonospermum Less. (7 spp.)
      2. Tanacetum L. (140 spp.)
      3. Xylanthemum Tzvelev (7 spp.)
      4. Archanthemis Lo Presti & Oberpr. (4 spp.)
      5. Nananthea DC. (1 sp.)
      6. Anthemis L. (161 spp.)
      7. Tripleurospermum Sch. Bip. (41 spp.)
      8. Cota J. Gay (37 spp.)

    14. Subtribus Leucanthemopsidinae Oberpr. & Himmelr.
      1. Castrilanthemum Vogt & Oberpr. (1 sp.)
      2. Hymenostemma Kunze ex Willk. (1 sp.)
      3. Leucanthemopsis (Giroux) Heywood (10 spp.)
      4. Prolongoa Boiss. (1 sp.)
      5. Phalacrocarpum (DC.) Willk. (1 sp.)

    15. Subtribus Lonadinae Oberpr. & Töpfer
      1. Lonas Adans. (1 sp.)

    16. Subtribus Lepidophorinae Oberpr. & Töpfer
      1. Lepidophorum Neck. (1 sp.)

    17. Subtribus Leucantheminae K. Bremer & Humphries
      1. Daveaua Willk. ex Mariz (1 sp.)
      2. Otospermum Willk. (1 sp.)
      3. Mauranthemum Vogt & Oberpr. (4 spp.)
      4. Rhodanthemum B. H. Wilcox, K. Bremer & Humphries (15 spp.)
      5. Leucanthemum Hill (51 spp.)
      6. Plagius L´Hér. ex DC. (3 spp.)
      7. Coleostephus Cass. (3 spp.)
      8. Glossopappus Kunze (1 sp.)
      9. Chrysanthoglossum B. H. Wilcox, K. Bremer & Humphries (2 spp.)
      10. Chlamydophora Ehrenb. ex Less. (1 sp.)
      11. Heteromera Pomel (2 spp.)

    18. Subtribus Santolininae Willk.
      1. Santolina L. (26 spp.)
      2. Rhetinolepis Coss. (1 sp.)
      3. Mecomischus Coss. ex Benth. & Hook. fil. (2 spp.)
      4. Cladanthus Cass. (5 spp.)
      5. Chamaemelum Mill. (2 spp.)

    19. Subtribus Glebionidinae Oberpr. & Himmelr.
      1. Endopappus Sch. Bip. (1 sp.)
      2. Otoglyphis Pomel (2 spp.)
      3. Nivellea B. H. Wilcox, K. Bremer & Humphries (1 sp.)
      4. Heteranthemis Schott (1 sp.)
      5. Argyranthemum Webb ex Sch. Bip. (24 spp.)
      6. Glebionis Cass. (3 spp.)

  5. Tribus Astereae Cass.
    1. Subtribus Printziinae G. L. Nesom
      1. Printzia Cass. (6 spp.)

    2. Subtribus Denekiinae G. L. Nesom
      1. Denekia Thunb. (1 sp.)

    3. Subtribus Nannoglottidinae G. L. Nesom
      1. Nannoglottis Maxim. (9 spp.)

    4. Subtribus Mairiinae G. L. Nesom
      1. Mairia Nees (6 spp.)

    5. Subtribus Chiliotrichinae Bonifacio
      1. Llerasia Triana (14 spp.)
      2. Nardophyllum (Hook. & Arn.) Hook. & Arn. (6 spp.)
      3. Aylacophora Cabrera (1 sp.)
      4. Cabreraea Bonif. (1 sp.)
      5. Chiliophyllum Phil. (1 sp.)
      6. Chiliotrichiopsis Cabrera (3 spp.)
      7. Lepidophyllum Cass. (1 sp.)
      8. Chiliotrichum Cass. (3 spp.)
      9. Haroldia Bonif. (1 sp.)
      10. Katinasia Bonif. (1 sp.)

    6. Subtribus Celmisiinae Saldivia
      1. Celmisia Cass. (69 spp.)
      2. xCelmearia Heenan (0 sp.)
      3. Damnamenia Given (1 sp.)
      4. Pleurophyllum Hook. fil. (3 spp.)
      5. Pachystegia Cheeseman (3 spp.)

    7. Subtribus Oritrophiinae Neson
      1. Oritrophium (Kunth) Cuatrec. (24 spp.)
      2. Novenia Freire (1 sp.)

    8. Subtribus Pteroniinae Neson
      1. Pteronia L. (76 spp.)

    9. Subtribus Homochrominae Benth.
      1. Felicia Cass. (89 spp.)
      2. Polyarrhena Cass. (4 spp.)
      3. Zyrphelis Cass. (25 spp.)
      4. Amellus L. (12 spp.)
      5. Poecilolepis Grau (2 spp.)
      6. Nolletia Cass. (14 spp.)
      7. Chrysocoma L. (20 spp.)
      8. Heteromma Benth. (3 spp.)
      9. Engleria O. Hoffm. (2 spp.)
      10. Jeffreya Wild (2 spp.)
      11. Roodebergia B. Nord. (1 sp.)
      12. Melanodendron DC. (1 sp.)
      13. Commidendrum Burch. ex DC. (4 spp.)

    10. Subtribus Madagasterinae G. L. Nesom
      1. Madagaster G. L. Nesom (5 spp.)
      2. Rochonia DC. (4 spp.)
      3. Vernoniopsis Humbert (2 spp.)

    11. Subtribus Iranoasterinae G. L. Nesom
      1. Iranoaster Kaz.-Osaloo, Farhani & Mozaff. (1 sp.)

    12. Subtribus Afroasterinae G. L. Nesom
      1. Afroaster J. C. Manning & Goldblatt (18 spp.)

    13. Subtribus Formaniinae G. L. Nesom
      1. Formania W. W. Sm. & Small (1 sp.)

    14. Subtribus Eschenbachiinae G. L. Nesom
      1. Eschenbachia Moench (11 spp.)
      2. Thespis DC. (3 spp.)

    15. Subtribus Grangeinae Benth.
      1. Ceruana Forssk. (1 sp.)
      2. Dichrocephala L´Hér. ex DC. (4 spp.)
      3. Grangea Adans. (10 spp.)
      4. Grangeopsis Humbert (1 sp.)
      5. Grauanthus Fayed (2 spp.)
      6. Colobanthera Humbert (1 sp.)
      7. Dactyotrichia Wild (1 sp.)
      8. Gyrodoma Wild (1 sp.)
      9. Mtonia Beentje (1 sp.)
      10. Nidorella Cass. (30 spp.)
      11. Conyza p. p. (1 sp.)
      12. Conyza s. lat. (42 spp.)
      13. Rhamphogyne S. Moore (1 sp.)
      14. Heteroplexis C. C. Chang (3 spp.)
      15. Microglossa DC. (11 spp.)
      16. Sarcanthemum Cass. (1 sp.)
      17. Welwitschiella O. Hoffm. (1 sp.)
      18. Psiadia Jacq. (64 spp.)

    16. Subtribus Chamaegerinae G. L. Nesom
      1. Chamaegeron Schrenk (4 spp.)
      2. Lachnophyllum Bunge (2 spp.)

    17. Subtribus Bellidinae Willk.
      1. Bellis L. (14 spp.)
      2. Bellidiastrum Scop. (1 sp.)
      3. Bellium L. (5 spp.)
      4. Galatella Cass. (32 spp.)
      5. Crinitaria Cass. (4 spp.)
      6. Tripolium Nees (3 spp.)
      7. Kitamuria G. L. Nesom (1 sp.)

    18. Subtribus Lagenophorinae G. L. Nesom
      1. Keysseria Lauterb. (10 spp.)
      2. Piora J. Kost. (1 sp.)
      3. Pytinicarpa G. L. Nesom (3 spp.)
      4. Lagenophora Cass. (23 spp.)
      5. Solenogyne Cass. (3 spp.)
      6. Lagenocypsela Swenson & K. Bremer (2 spp.)
      7. Novaguinea D. J. N. Hind (1 sp.)

    19. Subtribus Brachyscominae G. L. Nesom
      1. Brachyscome  Cass. (102 spp.)
      2. Ceratogyne  Turcz. (1 sp.)
      3. Roebuckiella  P. S. Short (9 spp.)
      4. Erodiophyllum  F. Muell. (2 spp.)
      5. Calotis  R. Br. (28 spp.)
      6. Peripleura  (N. T. Burb.) G. L. Nesom (9 spp.)
      7. Tetramolopium  Nees (38 spp.)
      8. Vittadinia  A. Rich. (22 spp.)
      9. Isoetopsis  Turcz. (1 sp.)
      10. Elachanthus  F. Muell. (2 spp.)
      11. Chondropyxis  D. A. Cooke (1 sp.)
      12. Minuria  DC. (12 spp.)
      13. Kippistia  F. Muell. (1 sp.)
      14. Achnophora  F. Muell. (1 sp.)
      15. Camptacra  N. T. Burb. (4 spp.)
      16. Dichromochlamys  Dunlop (1 sp.)
      17. Dimorphocoma  F. Muell. & Tate (1 sp.)
      18. Hullsia  P. S. Short (1 sp.)
      19. Iotasperma  G. L. Nesom (2 spp.)
      20. Pilbara  Lander (1 sp.)
      21. Ixiochlamys  F. Muell. & Sond. (4 spp.)
      22. Pappochroma  Raf. (9 spp.)
      23. Remya  Hillebr. ex Benth. & Hook. fil. (3 spp.)
      24. Olearia  Moench (155 spp.)
      25. Landerolaria  G. L. Nesom (10 spp.)
      26. Neolaria  G. L. Nesom (3 spp.)
      27. Phaseolaster  G. L. Nesom (3 spp.)
      28. Walsholaria  G. L. Nesom (4 spp.)
      29. Muellerolaria  G. L. Nesom (2 spp.)
      30. Spongotrichum  (DC.) Nees ex Spach (2 spp.)
      31. Linealia  G. L. Nesom (1 sp.)
      32. Vicinia  G. L. Nesom (2 spp.)
      33. Wollemiaster  G. L. Nesom (1 sp.)
      34. Ephedrides  G. L. Nesom (1 sp.)

    20. Subtribus Asterinae Dumort.
      1. Neobrachyactis Brouillet (4 spp.)
      2. Psychrogeton Boiss. (27 spp.)
      3. Callistephus Cass. (1 sp.)
      4. Cordiofontis G. L. Nesom (5 spp.)
      5. Sinosidus G. L. Nesom (8 spp.)
      6. Helodeaster G. L. Nesom (3 spp.)
      7. Myriactis Less. (10 spp.)
      8. Metamyriactis G. L. Nesom (6 spp.)
      9. Geothamnus G. L. Nesom (1 sp.)
      10. Tibetiodes G. L. Nesom (27 spp.)
      11. Griersonia G. L. Nesom (3 spp.)
      12. Chlamydites J. R. Drumm. (1 sp.)
      13. Iteroloba G. L. Nesom (1 sp.)
      14. Yonglingia G. L. Nesom (2 spp.)
      15. Arctogeron DC. (1 sp.)
      16. Asterothamnus Novopokr. (7 spp.)
      17. Kemulariella Tamamsch. (6 spp.)
      18. Rhinactinidia Novopokr. (2 spp.)
      19. Sinobouffordia G. L. Nesom (2 spp.)
      20. Chaochienchangia G. L. Nesom (1 sp.)
      21. Cardiagyris G. L. Nesom (9 spp.)
      22. Aster L. (98 spp.)
      23. Rhynchospermum Reinw. (1 sp.)
      24. Miyamayomena Kitam. (3 spp.)
      25. Turczaninowia DC. (1 sp.)
      26. Kalimeris (Cass.) Cass. (5 spp.)
      27. Heteropappus Less. (16 spp.)
      28. Sheareria S. Moore (1 sp.)

    21. Subtribus Baccharidinae Less.
      1. Baccharis L. (445 spp.)
      2. Pseudobaccharis Cabrera (7 spp.)
      3. Exostigma G. Sancho (2 spp.)
      4. Hinterhubera Sch. Bip. (9 spp.)
      5. Laestadia Kunth (6 spp.)
      6. Blakiella Cuatrec. (1 sp.)
      7. Flosmutisia Cuatrec. (1 sp.)
      8. Linochilus Bentham (60 spp.)
      9. Laennecia Cass. (19 spp.)
      10. Westoniella Cuatrec. (6 spp.)
      11. Talamancaster Pruski (6 spp.)
      12. Aztecaster G. L. Nesom (2 spp.)
      13. Archibaccharis Heering (37 spp.)
      14. Plagiocheilus Arn. ex DC. (6 spp.)
      15. Diplostephium Kunth (53 spp.)
      16. Parastrephia Nutt. (5 spp.)
      17. Floscaldasia Cuatrec. (2 spp.)
      18. Guynesomia Bonif. & G. Sancho (1 sp.)
      19. Kieslingia Faúndez, Saldivia & Martic. (1 sp.)
      20. Pacifigeron G. L. Nesom (2 spp.)
      21. Podocoma Cass. (6 spp.)
      22. Microgyne Less. (2 spp.)
      23. Sommerfeltia Less. (2 spp.)
      24. Asteropsis Less. (2 spp.)
      25. Inulopsis O. Hoffm. (4 spp.)

    22. Subtribus Doellingeriinae G. L. Nesom
      1. Doellingeria Nees (13 spp.)

    23. Subtribus Oclemeninae G. L. Nesom
      1. Oclemena Greene (3 spp.)

    24. Subtribus Egletinae G. L. Nesom
      1. Egletes Cass. (7 spp.)

    25. Subtribus Pentachaetinae G. L. Nesom
      1. Pentachaeta Nutt. (6 spp.)
      2. Rigiopappus A. Gray (1 sp.)
      3. Tracyina S. T. Blake (1 sp.)
      4. Ericameria Nutt. (37 spp.)

    26. Subtribus Solidagininae O. Hoffm.
      1. Eastwoodia Brandegee (1 sp.)
      2. Columbiadoria G. L. Nesom (1 sp.)
      3. Sericocarpus Nees (7 spp.)
      4. Cuniculotinus Urbatsch, R. P. Roberts & Neubig (1 sp.)
      5. Acamptopappus (A. Gray) A. Gray (2 spp.)
      6. Amphipappus Torr. ex A. Gray (1 sp.)
      7. Chrysothamnus Nutt. (9 spp.)
      8. Bathysanthus G. L. Nesom (1 sp.)
      9. Solidago L. (147 spp.)
      10. Chrysoma Nutt. (1 sp.)
      11. Stenotus Nutt. (3 spp.)
      12. Nestotus R. P. Roberts, Urbatsch & Neubig (3 spp.)
      13. Petradoria Greene (1 sp.)
      14. Toiyabea R. P. Roberts, Urbatsch & Neubig (4 spp.)
      15. Oreochrysum Rydb. (1 sp.)
      16. Lorandersonia Urbatsch, R. P. Roberts & Neubig (6 spp.)
      17. Tonestus A. Nels. (2 spp.)

    27. Subtribus Ionactinae G. L. Nesom
      1. Ionactis Greene (6 spp.)

    28. Subtribus Chaetopappinae G. L. Nesom
      1. Chaetopappa DC. (12 spp.)
      2. Monoptilon Torr. & A. Gray (2 spp.)

    29. Subtribus Astranthiinae G. L. Nesom
      1. Townsendia Hook. (30 spp.)
      2. Astranthium Nutt. (11 spp.)
      3. Dichaetophora A. Gray (1 sp.)

    30. Subtribus Geissolepinae G. L. Nesom
      1. Geissolepis B. L. Rob. (1 sp.)

    31. Subtribus Chrysopsidinae G. L. Nesom
      1. Pityopsis Nutt. (12 spp.)
      2. Bradburia Torr. & A. Gray (2 spp.)
      3. Chrysopsis (Nutt.) Elliott (10 spp.)
      4. Noticastrum DC. (20 spp.)
      5. Croptilon Raf. (3 spp.)
      6. Heterotheca Cass. (70 spp.)
      7. Osbertia Greene (3 spp.)
      8. Tomentaurum G. L. Nesom (2 spp.)

    32. Subtribus Conyzinae Horan.
      1. Erigeron L. (486 spp.)
      2. Aphanostephus DC. (5 spp.)
      3. Apopyros G. L. Nesom (2 spp.)
      4. Hysterionica Willd. (13 spp.)
      5. Neja D. Don (6 spp.)
      6. Leptostelma D. Don (6 spp.)

    33. Subtribus Gutierreziinae G. L. Nesom
      1. Gundlachia A. Gray (5 spp.)
      2. Aquilula G. L. Nesom (1 sp.)
      3. Gymnosperma Less. (1 sp.)
      4. Amphiachyris (DC.) Nutt. (2 spp.)
      5. Medranoa Urbatsch & R. P. Roberts (5 spp.)
      6. Thurovia Rose (1 sp.)
      7. Bigelowia DC. (2 spp.)
      8. Gutierrezia Lag. (35 spp.)
      9. Euthamia Elliott (13 spp.)

    34. Subtribus Boltoniinae G. L. Nesom
      1. Chloracantha G. L. Nesom, Y. B. Suh, D. R. Morgan, S. D. Sundb. & B. B. Simpson (4 spp.)
      2. Batopilasia G. L. Nesom & Noyes (1 sp.)
      3. Boltonia L´Hér. (6 spp.)

    35. Subtribus Symphyotrichinae G. L. Nesom
      1. Canadanthus G. L. Nesom (1 sp.)
      2. Ampelaster G. L. Nesom (1 sp.)
      3. Almutaster Á. Löve & D. Löve (1 sp.)
      4. Psilactis A. Gray (6 spp.)
      5. Symphyotrichum Nees (98 spp.)
      6. Sanrobertia G. L. Nesom (1 sp.)

    36. Subtribus Machaerantherinae G. L. Nesom
      1. Oreostemma Greene (3 spp.)
      2. Eurybia (Cass.) Cass. (27 spp.)
      3. Triniteurybia Brouillet, Urbatsch & R. P. Roberts (1 sp.)
      4. Machaeranthera Nees (2 spp.)
      5. Leucosyris Greene (9 spp.)
      6. Xylorhiza Nutt. (10 spp.)
      7. Oonopsis Greene (5 spp.)
      8. Dieteria Nutt. (4 spp.)
      9. Xanthisma DC. (20 spp.)
      10. Haplopappus Cass. (72 spp.)
      11. Notopappus Klingenb. (5 spp.)
      12. Grindelia Willd. (67 spp.)
      13. Xanthocephalum Willd. (5 spp.)
      14. Stephanodoria Greene (1 sp.)
      15. Rayjacksonia R. L. Hartm. & M. A. Lane (3 spp.)
      16. Isocoma Nutt. (16 spp.)
      17. Adiaphila G. L. Nesom (1 sp.)
      18. Pyrrocoma Hook. (14 spp.)
      19. Adeia G. L. Nesom (2 spp.)
      20. Hazardia Greene (11 spp.)
      21. Benitoa D. D. Keck (1 sp.)
      22. Corethrogyne DC. (1 sp.)
      23. Lessingia Cham. (12 spp.)

  6. Tribus Gnaphalieae (Cass.) Lecoq & Juill.
    1. Subtribus Athrixiinae
      1. Alatoseta Compton (1 sp.)
      2. Athrixia Ker Gawl. (15 spp.)
      3. Lepidostephium Oliv. (2 spp.)
      4. Phagnalon Cass. (37 spp.)
      5. Pentatrichia Klatt (5 spp.)

    2. Subtribus Oederinae
      1. Arrowsmithia DC. (12 spp.)
      2. Fluminaria N. G. Bergh (1 sp.)
      3. Nestlera Spreng. (1 sp.)
      4. Rhynchopsidium DC. (2 spp.)
      5. Leysera L. (3 spp.)
      6. Oedera L. (38 spp.)
      7. Oxylaena Benth. ex Anderb. (1 sp.)

    3. Subtribus Metalasia clade
      1. Amphiglossa DC. (10 spp.)
      2. Pterothrix DC. (3 spp.)
      3. Muscosomorphe J.C.Manning (1 sp.)
      4. Disparago Gaertn. (9 spp.)
      5. Myrovernix Koek. (5 spp.)
      6. Dicerothamnus Koek. (2 spp.)
      7. Elytropappus Cass. (3 spp.)
      8. Stoebe L. (25 spp.)
      9. Ifloga Cass. (15 spp.)
      10. Dolichothrix Hilliard & B. L. Burtt (1 sp.)
      11. Atrichantha Hilliard & B. L. Burtt (1 sp.)
      12. Calotesta P. O. Karis (1 sp.)
      13. Hydroidea P. O. Karis (1 sp.)
      14. Phaenocoma D. Don (1 sp.)
      15. Lachnospermum Willd. (5 spp.)
      16. Metalasia R. Br. (57 spp.)
      17. Planea P. O. Karis (1 sp.)

    4. Subtribus Lasiopogon clade
      1. Lasiopogon Cass. (7 spp.)

    5. Subtribus Gnaphaliinae Dumort.
      1. Galeomma Rauschert (2 spp.)
      2. Achyrocline Less. (47 spp.)
      3. Helichrysum Mill. (562 spp.)
      4. Aphelexis D. Don (4 spp.)
      5. Chiliocephalum Benth. (2 spp.)
      6. Syncephalum DC. (5 spp.)
      7. Stenocline DC. (2 spp.)
      8. Catatia Humbert (2 spp.)
      9. Pseudognaphalium Kirp. (110 spp.)
      10. Quasiantennaria R.J.Bayer & M.O.Dillon (1 sp.)
      11. Anaphalis DC. (111 spp.)
      12. Plecostachys Hilliard & B. L. Burtt (2 spp.)
      13. Tenrhynea Hilliard & B. L. Burtt (1 sp.)
      14. Syncarpha DC. (21 spp.)
      15. Libinhania N. Kilian, Galbany, Oberpr. & A. G. Mill. (13 spp.)
      16. Gnaphalium L. (46 spp.)
      17. Cladochaeta DC. (1 sp.)
      18. Achyranthemum N. G. Bergh (7 spp.)

    6. Subtribus FLAG clade
      1. Omalotheca Cass. (9 spp.)
      2. Castroviejoa Galbany et al. (2 spp.)
      3. Psilocarphus Nutt. (4 spp.)
      4. Logfia Cass. (11 spp.)
      5. Micropus L. (1 sp.)
      6. Chamaepus Wagenitz (1 sp.)
      7. Gnomophalium Greuter (1 sp.)
      8. Stylocline Nutt. (8 spp.)
      9. Ancistrocarphus A. Gray (2 spp.)
      10. Hesperevax (A. Gray) A. Gray (3 spp.)
      11. Bombycilaena (DC.) Smoljan. (3 spp.)
      12. Filago L. (46 spp.)
      13. Leontopodium (Pers.) R. Br. (57 spp.)
      14. Mexerion G. L. Nesom (2 spp.)
      15. Gnaphaliothamnus Kirp. (9 spp.)
      16. Jalcophila M. O. Dillon & Sagást. (3 spp.)
      17. Andicolea Mayta & Molinari (20 spp.)
      18. Mniodes (A. Gray) Benth. & Hook. fil. (24 spp.)
      19. Diaperia Nutt. (3 spp.)
      20. Antennaria Gaertn. (45 spp.)
      21. Dielitzia P. S. Short (1 sp.)
      22. Cuatrecasasiella H. Rob. (2 spp.)
      23. Chryselium Urtubey & S. E. Freire (1 sp.)
      24. Chevreulia Cass. (6 spp.)
      25. Gamochaeta Wedd. (59 spp.)
      26. Chionolaena DC. (16 spp.)
      27. Lucilia Cass. (8 spp.)
      28. Belloa J. Rémy (5 spp.)
      29. Berroa Beauverd (1 sp.)
      30. Facelis Cass. (3 spp.)
      31. Micropsis DC. (5 spp.)
      32. Raouliopsis S. F. Blake (2 spp.)

    7. Subtribus Australasian clade
      1. Troglophyton Hilliard & B. L. Burtt (6 spp.)
      2. Vellereophyton Hilliard & Burtt (7 spp.)
      3. Anaxeton Gaertn. (10 spp.)
      4. Anderbergia B. Nord. (6 spp.)
      5. Langebergia Anderb. (1 sp.)
      6. Edmondia Cass. (3 spp.)
      7. Helichrysopsis Kirp. (1 sp.)
      8. Petalacte D. Don (1 sp.)
      9. Stuartina Sond. (2 spp.)
      10. Parantennaria Beauverd (1 sp.)
      11. Millotia Cass. (17 spp.)
      12. Ewartia Beauverd (4 spp.)
      13. Argyrotegium J. M. Ward & Breitw. (4 spp.)
      14. Euchiton Cass. (19 spp.)
      15. Ewartiothamnus Anderb. (1 sp.)
      16. Leucogenes Beauverd (4 spp.)
      17. Raoulia Hook. fil. (23 spp.)
      18. Rachelia J. M. Ward & Breitw. (1 sp.)
      19. Anaphalioides (Benth.) Kirp. (7 spp.)
      20. Pterygopappus Hook. fil. (1 sp.)
      21. Gilberta Turcz. (1 sp.)
      22. Ixiolaena Benth. (2 spp.)
      23. Chthonocephalus Steetz (6 spp.)
      24. Tietkensia P. S. Short (1 sp.)
      25. Trichanthodium Sond. & F. Muell. (4 spp.)
      26. Siloxerus Labill. (4 spp.)
      27. Pogonolepis Steetz (2 spp.)
      28. Sondottia P. S. Short (2 spp.)
      29. Blennospora A. Gray (3 spp.)
      30. Decazesia F. Muell. (1 sp.)
      31. Quinqueremulus Paul G. Wilson (1 sp.)
      32. Polycalymma F. Muell. & Sond. (1 sp.)
      33. Erymophyllum Paul G. Wilson (5 spp.)
      34. Cephalosorus A. Gray (1 sp.)
      35. Cephalipterum A. Gray (1 sp.)
      36. Bracteantha Anderb. & Haegi (6 spp.)
      37. Neotysonia Dalla Torre & Harms (1 sp.)
      38. Argentipallium Paul G. Wilson (6 spp.)
      39. Eriochlamys Sond. & F. Muell. (4 spp.)
      40. Rutidosis DC. (9 spp.)
      41. Phacellothrix F. Muell. (1 sp.)
      42. Fitzwillia P. S. Short (1 sp.)
      43. Dithyrostegia A. Gray (2 spp.)
      44. Podotheca Cass. (8 spp.)
      45. Leiocarpa Paul G. Wilson (10 spp.)
      46. Feldstonia P. S. Short (1 sp.)
      47. Myriocephalus Benth. (15 spp.)
      48. Rhetinocarpha Paul G. Wilson & M. A. Wilson (1 sp.)
      49. Calocephalus R. Br. (16 spp.)
      50. Balladonia P. S. Short (2 spp.)
      51. Lemooria P. S. Short (1 sp.)
      52. Gilruthia Ewart (1 sp.)
      53. Gnephosis Cass. (17 spp.)
      54. Notisia P. S. Short (1 sp.)
      55. Actinobole Endl. (4 spp.)
      56. Angianthus J. C. Wendl. (19 spp.)
      57. Epitriche Turcz. (1 sp.)
      58. Pleuropappus F. Muell. (1 sp.)
      59. Quinetia Cass. (1 sp.)
      60. Bellida Ewart (1 sp.)
      61. Schoenia-group ( sp.)
      62. Schoenia Steetz (4 spp.)
      63. Pithocarpa Lindl. (5 spp.)
      64. Hyalosperma Steetz (8 spp.)
      65. Coronidium Paul G. Wilson (21 spp.)
      66. Rhodanthe Lindl. (46 spp.)
      67. Pycnosorus Benth. (6 spp.)
      68. Craspedia G. Forst. (27 spp.)
      69. Acanthocladium F. Muell. (1 sp.)
      70. Ammobium R. Br. (3 spp.)
      71. Waitzia J. C. Wendl. (8 spp.)
      72. Leptorhynchos Less. (11 spp.)
      73. Leucochrysum (DC.) Paul G. Wilson (5 spp.)
      74. Anemocarpa Paul G. Wilson (3 spp.)
      75. Xerochrysum Tzvelev (6 spp.)
      76. Acomis F. Muell. (4 spp.)
      77. Pterochaeta Steetz (1 sp.)
      78. Chrysocephalum Walp. (11 spp.)
      79. Gratwickia F. Muell. (1 sp.)
      80. Hyalochlamys A. Gray (1 sp.)
      81. Haegiela P. S. Short & Paul G. Wilson (1 sp.)
      82. Triptilodiscus Turcz. (1 sp.)
      83. Haptotrichion Paul G. Wilson (2 spp.)
      84. Lawrencella Lindl. (2 spp.)
      85. Asteridea Lindl. (9 spp.)
      86. Panaetia Cass. (4 spp.)
      87. Siemssenia Steetz (2 spp.)
      88. Podolepis Labill. (20 spp.)
      89. Walshia Jeanes (1 sp.)
      90. Ixodia R. Br. (2 spp.)
      91. Argyroglottis Turcz. (1 sp.)
      92. Paenula Orchard (1 sp.)
      93. Apalochlamys Cass. (1 sp.)
      94. Ozothamnus R. Br. (62 spp.)
      95. Cremnothamnus Puttock (1 sp.)
      96. Odixia Orchard (2 spp.)
      97. Haeckeria F. Muell. (3 spp.)
      98. Calomeria Vent. (4 spp.)
      99. Humeocline Anderb. (1 sp.)
      100. Basedowia E. Pritz. (1 sp.)
      101. Thiseltonia Hemsl. (2 spp.)
      102. Cassinia R. Br. (46 spp.)
      103. Taplinia Lander (1 sp.)

  7. Tribus Inuleae Cass.
    1. Subtribus Inulinae Dumort.
      1. Duhaldea DC. (13 spp.)
      2. Cyathocline Cass. (4 spp.)
      3. Caesulia Roxb. (1 sp.)
      4. Blumea DC. (86 spp.)
      5. Blumeopsis Gagnep. (1 sp.)
      6. Nanothamnus Thomson (1 sp.)
      7. Merrittia Merr. (1 sp.)
      8. Schizogyne Cass. (2 spp.)
      9. Vieraea Webb & Berthel. (1 sp.)
      10. Rhanterium Desf. (3 spp.)
      11. Buphthalmum L. (3 spp.)
      12. Pentanema Cass. (33 spp.)
      13. Vicoa Cass. (17 spp.)
      14. Chrysophthalmum Sch. Bip. (3 spp.)
      15. Carpesium L. (20 spp.)
      16. Telekia Baumg. (1 sp.)
      17. Inula L. (79 spp.)
      18. Limbarda Adans. (1 sp.)
      19. Rhanteriopsis Rauschert (5 spp.)
      20. Monactinocephalus Klatt (2 spp.)
      21. Pulicaria Gaertn. (85 spp.)
      22. Dittrichia Greuter (2 spp.)
      23. Jasonia (Cass.) Cass. (1 sp.)
      24. Anvillea DC. (2 spp.)
      25. Pallenis (Cass.) Cass. (6 spp.)
      26. Asteriscus Mill. (9 spp.)
      27. Chiliadenus Cass. (10 spp.)
      28. Allagopappus Cass. (2 spp.)
      29. Perralderia Coss. (3 spp.)
      30. Iphiona Cass. (15 spp.)
      31. Lifago Schweinf. & Muschl. (1 sp.)

    2. Subtribus Plucheinae Cass. ex Dumort.
      1. Stenachaenium Benth. (4 spp.)
      2. Geigeria Griess. (27 spp.)
      3. Ondetia Benth. (1 sp.)
      4. Antiphiona Merxm. (2 spp.)
      5. Calostephane Benth. (6 spp.)
      6. Pegolettia Cass. (9 spp.)
      7. Cratystylis S. Moore (4 spp.)
      8. Iphionopsis Anderb. (3 spp.)
      9. Pterocaulon Elliott (26 spp.)
      10. Sachsia Griseb. (3 spp.)
      11. Pechuel-loeschea O. Hoffm. (1 sp.)
      12. Cylindrocline Cass. (2 spp.)
      13. Doellia Sch. Bip. (2 spp.)
      14. Epaltes Cass. (7 spp.)
      15. Sphaeromorphaea DC. (6 spp.)
      16. Karelinia Less. (1 sp.)
      17. Laggera Sch. Bip. ex Benth. & Hook. fil. (12 spp.)
      18. Nicolasia S. Moore (7 spp.)
      19. Pluchea Cass. (62 spp.)
      20. Porphyrostemma Benth. ex Oliv. (3 spp.)
      21. Pseudoconyza Cuatrec. (1 sp.)
      22. Sphaeranthus L. (38 spp.)
      23. Tessaria Ruiz & Pav. (5 spp.)
      24. Streptoglossa Steetz ex F. Muell.  (8 spp.)
      25. Coleocoma F. Muell. (1 sp.)
      26. Thespidium F. Muell. (1 sp.)
      27. Allopterigeron Dunlop (1 sp.)
      28. Litogyne Harv. (1 sp.)
      29. Adelostigma Steetz (2 spp.)
      30. Monarrhenus Cass. (2 spp.)
      31. Delamerea S. Moore (1 sp.)
      32. Neojeffreya Cabrera (1 sp.)
      33. Triplocephalum O. Hoffm. (1 sp.)
      34. Pseudoblepharispermum J.-P. Lebrun & Stork (3 spp.)

  8. Tribus Athroismeae Panero
    1. Subtribus Lowryanthinae Pruski & Anderb.
      1. Lowryanthus Pruski (1 sp.)
      2. Apodocephala Baker (9 spp.)

    2. Subtribus Athroisminae Panero
      1. Athroisma DC. (12 spp.)
      2. Blepharispermum DC. ex Wight (15 spp.)
      3. Leucoblepharis Arn. (1 sp.)

    3. Subtribus incertae sedis
      1. Anisochaeta DC. (1 sp.)
      2. Artemisiopsis S. Moore (1 sp.)

    4. Subtribus Symphyllocarpinae Smoljan.
      1. Symphyllocarpus Maxim. (1 sp.)

    5. Subtribus Centipedinae Panero
      1. Centipeda Lour. (10 spp.)

    6. Subtribus Anisopappinae Panero
      1. Anisopappus Hook. & Arn. (46 spp.)

  9. Tribus Feddeeae Pruski, P. Herrera, Anderb. & Franc.-Ort.
    1. Feddea Urb. (1 sp.)

  10. Tribus Helenieae Lindl.
    1. Subtribus Marshalliinae H. Rob.
      1. Marshallia Schreb. (9 spp.)

    2. Subtribus Psathyrotinae Baldwin
      1. Psathyrotes (Nutt.) A. Gray (3 spp.)
      2. Trichoptilium A. Gray (1 sp.)
      3. Pelucha S. Watson (1 sp.)

    3. Subtribus Gaillardiinae Less.
      1. Helenium L. (34 spp.)
      2. Balduina Nutt. (3 spp.)
      3. Gaillardia Foug. (21 spp.)

    4. Subtribus Tetraneuridinae Rydb.
      1. Baileya Harv. & A. Gray ex Torr. (3 spp.)
      2. Hymenoxys Cass. (26 spp.)
      3. Amblyolepis DC. (1 sp.)
      4. Tetraneuris Greene (9 spp.)
      5. Psilostrophe DC. (7 spp.)

    5. Subtribus Plateileminae Baldwin
      1. Plateilema (A. Gray) Cockerell (1 sp.)

  11. Tribus Millerieae Lindl.
    1. Subtribus Melampodiinae Less.
      1. Acanthospermum Schrank (7 spp.)
      2. Lecocarpus DC. (4 spp.)
      3. Melampodium L. (45 spp.)
      4. Staurochlamys Baker (1 sp.)

    2. Subtribus Galinsoginae Benth.
      1. Alepidocline S. F. Blake (6 spp.)
      2. Cuchumatanea Seid. & Beaman (1 sp.)
      3. Alloispermum Willd. (17 spp.)
      4. Faxonia Brandegee (1 sp.)
      5. Galinsoga Ruiz & Pav. (12 spp.)
      6. Stenocarpha S. F. Blake (2 spp.)
      7. Aphanactis Wedd. (9 spp.)
      8. Oteiza La Llave (4 spp.)
      9. Sabazia Cass. (16 spp.)
      10. Freya V. M. Badillo (1 sp.)
      11. Schistocarpha Less. (13 spp.)
      12. Selloa Kunth (5 spp.)

    3. Subtribus Milleriinae Benth.
      1. Axiniphyllum Benth. (5 spp.)
      2. Guizotia Cass. (7 spp.)
      3. Micractis DC. (2 spp.)
      4. Milleria St.-Lag. (1 sp.)
      5. Rumfordia DC. (7 spp.)
      6. Sigesbeckia L. (11 spp.)
      7. Smallanthus Mack. (22 spp.)
      8. Stachycephalum Sch. Bip. ex Benth. (3 spp.)
      9. Trigonospermum Less. (6 spp.)
      10. Unxia L. fil. (2 spp.)
      11. Zandera D. L. Schulz (3 spp.)

    4. Subtribus Desmanthodiinae H. Rob.
      1. Desmanthodium Benth. (8 spp.)

    5. Subtribus Dyscritothamninae Panero
      1. Bebbia Greene (1 sp.)
      2. Dyscritothamnus B. L. Rob. (2 spp.)
      3. Tridax L. (34 spp.)
      4. Cymophora B. L. Rob. (4 spp.)
      5. Tetragonotheca L. (4 spp.)

    6. Subtribus Espeletiinae Cuatrec.
      1. Espeletia Mutis ex Humb. & Bonpl. (158 spp.)
      2. Tamananthus V. M. Badillo (1 sp.)

    7. Subtribus Guardiolinae H. Rob.
      1. Guardiola Cerv. ex Humb. & Bonpl. (12 spp.)

    8. Subtribus Jaegeriinae Panero
      1. Jaegeria Kunth (11 spp.)

  12. Tribus Tageteae Cass.
    1. Subtribus Flaveriinae Less.
      1. Flaveria Juss. (21 spp.)
      2. Sartwellia A. Gray (4 spp.)
      3. Haploesthes A. Gray (4 spp.)

    2. Subtribus Clappiinae H. Rob.
      1. Pseudoclappia Rydb. (2 spp.)
      2. Oxypappus Benth. (1 sp.)
      3. Clappia A. Gray (1 sp.)
      4. Jamesianthus S. F. Blake & Sherff (1 sp.)
      5. Arnicastrum Greenm. (2 spp.)

    3. Subtribus Tagetinae Dumort.
      1. Tagetes L. (52 spp.)
      2. Callilepis DC. (7 spp.)
      3. Thymophylla Lag. (13 spp.)
      4. Adenophyllum Pers. (13 spp.)
      5. Nicolletia A. Gray (3 spp.)

    4. Subtribus Pectidinae Less.
      1. Porophyllum Adans. (31 spp.)
      2. Pectis L. (93 spp.)

    5. Subtribus Jaumeinae Benth. & Hook. fil.
      1. Jaumea Pers. (2 spp.)
      2. Dyssodia Cav. (6 spp.)
      3. Boeberastrum (A. Gray) Rydb. (2 spp.)
      4. Boeberoides (DC.) Strother (1 sp.)
      5. Urbinella Greenm. (1 sp.)
      6. Chrysactinia A. Gray (6 spp.)
      7. Comaclinium Scheidw. & Planch. (1 sp.)
      8. Dysodiopsis (A. Gray) Rydb. (1 sp.)
      9. Gymnolaena (DC.) Rydb. (3 spp.)
      10. Harnackia Urb. (1 sp.)
      11. Hydropectis Rydb. (3 spp.)
      12. Lescaillea Griseb. (1 sp.)
      13. Leucactinia Rydb. (1 sp.)
      14. Bajacalia Loockerman, B. L. Turner & R. K. Jansen (3 spp.)
      15. Schizotrichia Benth. (3 spp.)
      16. Strotheria B. L. Turner (1 sp.)

    6. Subtribus Varillinae B. L. Turner & A. M. Powell
      1. Varilla A. Gray (2 spp.)

    7. Subtribus Coultereliinae H. Rob.
      1. Coulterella Vasey & Rose (1 sp.)

  13. Tribus Madieae Jeps.
    1. Subtribus Baeriinae Benth.
      1. Eriophyllum Lag. (13 spp.)
      2. Pseudobahia (A. Gray) Rydb. (3 spp.)
      3. Syntrichopappus A. Gray (2 spp.)
      4. Lasthenia Cass. (18 spp.)
      5. Baeriopsis J. T. Howell (1 sp.)
      6. Amblyopappus Hook. & Arn. (1 sp.)
      7. Monolopia DC. (5 spp.)
      8. Constancea B. G. Baldwin (1 sp.)

    2. Subtribus Venegasiinae B. G. Baldwin
      1. Venegasia DC. (1 sp.)

    3. Subtribus Hulseinae B. G. Baldwin
      1. Hulsea Torr. & A. Gray (7 spp.)
      2. Eatonella A. Gray (1 sp.)

    4. Subtribus Arnicinae B. G. Baldwin
      1. Arnica L. (31 spp.)

    5. Subtribus Madiinae Benth. & Hook. fil.
      1. Raillardella (A. Gray) Benth. (3 spp.)
      2. Adenothamnus D. D. Keck (1 sp.)
      3. Hemizonella (A. Gray) A. Gray (1 sp.)
      4. Kyhosia B. G. Baldwin (1 sp.)
      5. Anisocarpus Nutt. (2 spp.)
      6. Carlquistia B. G. Baldwin (1 sp.)
      7. Madia Molina (11 spp.)
      8. Argyroxiphium DC. (5 spp.)
      9. Wilkesia A. Gray (2 spp.)
      10. Dubautia Gaudich. (26 spp.)
      11. Deinandra Greene (22 spp.)
      12. Holocarpha Greene (4 spp.)
      13. Centromadia Greene (4 spp.)
      14. Calycadenia DC. (10 spp.)
      15. Osmadenia Nutt. (1 sp.)
      16. Hemizonia DC. (1 sp.)
      17. Blepharizonia (A. Gray) Greene (2 spp.)
      18. Lagophylla Nutt. (5 spp.)
      19. Holozonia Greene (1 sp.)
      20. Layia Hook. & Arn. (15 spp.)
      21. Blepharipappus Hook. (1 sp.)
      22. Achyrachaena Schauer (1 sp.)
      23. Harmonia B. G. Baldwin (5 spp.)
      24. Jensia B. G. Baldwin (2 spp.)

  14. Tribus Chaenactideae B. G. Baldwin
    1. Dimeresia A. Gray (1 sp.)
    2. Orochaenactis Coville (1 sp.)
    3. Chaenactis DC. (19 spp.)

  15. Tribus Bahieae B. G. Baldwin
    1. Schkuhria Roth (2 spp.)
    2. Achyropappus Kunth (3 spp.)
    3. Bahia Lag. (1 sp.)
    4. Holoschkuhria H. Rob. (1 sp.)
    5. Nothoschkuhria B. G. Baldwin (1 sp.)
    6. Apostates Lander (1 sp.)
    7. Picradeniopsis Rydb. ex Britton (8 spp.)
    8. Florestina Cass. (8 spp.)
    9. Palafoxia Lag. (12 spp.)
    10. Platyschkuhria (A. Gray) Rydb. (1 sp.)
    11. Hymenothrix A. Gray (11 spp.)
    12. Loxothysanus B. L. Rob. (2 spp.)
    13. Hymenopappus L´Hér. (14 spp.)
    14. Bartlettia A. Gray (1 sp.)
    15. Chamaechaenactis Rydb. (1 sp.)
    16. Peucephyllum A. Gray (1 sp.)
    17. Psathyrotopsis Rydb. (3 spp.)
    18. Espejoa DC. (1 sp.)
    19. Chaetymenia Hook. & Arn. (1 sp.)
    20. Thymopsis Benth. (2 spp.)
    21. Hypericophyllum Steetz (13 spp.)

  16. Tribus Perityleae B. G. Baldwin
    1. Subtribus Galeaninae Panero & B. G. Baldwin
      1. Galeana La Llave & Lex. (1 sp.)
      2. Villanova Lag. (5 spp.)

    2. Subtribus Lycapsinae H. Rob.
      1. Lycapsus Phil. (1 sp.)

    3. Subtribus Peritylinae Rydb.
      1. Eutetras A. Gray (2 spp.)
      2. Amauria Benth. (3 spp.)
      3. Pericome A. Gray (2 spp.)
      4. Perityle Benth. (72 spp.)

  17. Tribus Eupatorieae Cass.
    1. Subtribus Neomirandeinae R. King & H. Rob.
      1. Neomirandea R. M. King & H. Rob. (26 spp.)

    2. Subtribus neopisan
      1. Bartlettina R. M. King & H. Rob. (43 spp.)

    3. Subtribus Hofmeisteriinae R. King & H. Rob.
      1. Hofmeisteria Walp. (10 spp.)

    4. Subtribus Oaxacaniinae R. King & H. Rob.
      1. Oaxacania B. L. Rob. & Greenm. (1 sp.)
      2. Carterothamnus R. M. King (1 sp.)

    5. Subtribus Piqueriinae Benth. & Hook.
      1. Piqueria Cav. (6 spp.)
      2. Centenaria P. Gonzáles, A. Cano & H. Rob. (1 sp.)
      3. Stevia Cav. (270 spp.)
      4. Carphochaete A. Gray (7 spp.)
      5. Iltisia S. F. Blake (2 spp.)

    6. Subtribus Oxylobinae R. M. King & H. Rob.
      1. Ageratina O. Hoffm. (325 spp.)
      2. Oxylobus (Moq. ex DC.) A. Gray (7 spp.)
      3. Jaliscoa S. Watson (3 spp.)
      4. Spaniopappus B. L. Rob. (5 spp.)
      5. Standleyanthus R. M. King & H. Rob. (1 sp.)
      6. Kaunia R. M. King & H. Rob. (12 spp.)
      7. Jaramilloa R. M. King & H. Rob. (2 spp.)

    7. Subtribus Mikaniinae R. King & H. Rob.
      1. Mikania Willd. (452 spp.)

    8. Subtribus Trichocoroninae R. M. King & H. Rob.
      1. Trichocoronis A. Gray (2 spp.)
      2. Shinnersia R. M. King & H. Rob. (1 sp.)
      3. Sclerolepis Cass. (1 sp.)

    9. Subtribus Alomiinae Less.
      1. Alomia Kunth (4 spp.)
      2. Brickellia Elliott (108 spp.)
      3. Steviopsis R. M. King & H. Rob. (5 spp.)
      4. Brickelliastrum R. M. King & H. Rob. (2 spp.)
      5. Flyriella R. M. King & H. Rob. (4 spp.)
      6. Ageratella A. Gray ex S. Watson (1 sp.)
      7. Asanthus R. M. King & H. Rob. (3 spp.)
      8. Malperia S. Watson (1 sp.)
      9. Pleurocoronis R. King & H. Rob. (3 spp.)
      10. Kyrsteniopsis R. M. King & H. Rob. (7 spp.)
      11. Carminatia Moc. ex DC. (4 spp.)
      12. Crossothamnus R. M. King & H. Rob. (4 spp.)
      13. Helogyne Nutt. (8 spp.)
      14. Condylopodium R. M. King & H. Rob. (6 spp.)

    10. Subtribus Eupatoriinae Dumort.
      1. Eupatorium L. (61 spp.)
      2. Eutrochium Raf. (5 spp.)

    11. Subtribus Liatrinae R. King & H. Rob.
      1. Liatris Gaertn. ex Schreb. (39 spp.)
      2. Carphephorus Cass. (7 spp.)
      3. Garberia A. Gray (1 sp.)
      4. Hartwrightia A. Gray ex S. Watson (1 sp.)
      5. Neocuatrecasia R. M. King & H. Rob. (13 spp.)
      6. Tamaulipa R. M. King & H. Rob. (1 sp.)
      7. Lourteigia R. M. King & H. Rob. (12 spp.)
      8. Lapidia Roque & S. C. Ferreira (1 sp.)
      9. Semiria D. J. N. Hind (1 sp.)
      10. Criscianthus Grossi & J. N. Nakaj. (1 sp.)

    12. Subtribus Hebecliniinae R. King & H. Rob.
      1. Hebeclinium DC. (29 spp.)
      2. Decachaeta DC. (9 spp.)
      3. Mexianthus B. L. Rob. (1 sp.)

    13. Subtribus Praxelinae R. King & H. Rob.
      1. Guayania R. M. King & H. Rob. (5 spp.)
      2. Chromolaena DC. (167 spp.)
      3. Praxelis Cass. (20 spp.)
      4. Lomatozona Baker (4 spp.)
      5. Eitenia R. M. King & H. Rob. (2 spp.)
      6. Eupatoriopsis Hieron. (1 sp.)
      7. Praxeliopsis G. M. Barroso (1 sp.)
      8. Osmiopsis R. M. King & H. Rob. (1 sp.)

    14. Subtribus Critoniinae R. King & H. Rob.
      1. Critonia P. Browne (40 spp.)
      2. Antillia R. M. King & H. Rob. (1 sp.)
      3. Ciceronia Urb. (1 sp.)
      4. Eupatorina R. M. King & H. Rob. (1 sp.)
      5. Fleischmanniopsis R. M. King & H. Rob. (3 spp.)
      6. Koanophyllon Arruda (127 spp.)
      7. Eupatoriastrum Greenm. (7 spp.)
      8. Sphaereupatorium (O. Hoffm.) Kuntze ex B. L. Rob. (1 sp.)
      9. Bishovia R. M. King & H. Rob. (2 spp.)
      10. Nothobaccharis R. M. King & H. Rob. (1 sp.)
      11. Santosia R. M. King & H. Rob. (1 sp.)
      12. Grisebachianthus R. M. King & H. Rob. (7 spp.)
      13. Lorentzianthus R. M. King & H. Rob. (1 sp.)
      14. Chacoa R. M. King & H. Rob. (1 sp.)
      15. Idiothamnus R. M. King & H. Rob. (4 spp.)
      16. Peteravenia R. M. King & H. Rob. (5 spp.)
      17. Critoniella R. M. King & H. Rob. (6 spp.)
      18. Aristeguietia R. M. King & H. Rob. (21 spp.)
      19. Asplundianthus R. M. King & H. Rob. (11 spp.)
      20. Austrocritonia R. M. King & H. Rob. (4 spp.)
      21. Badilloa R. M. King & H. Rob. (11 spp.)
      22. Grosvenoria R. M. King & H. Rob. (6 spp.)
      23. Corethamnium R. M. King & H. Rob. (1 sp.)
      24. Castanedia R. M. King & H. Rob. (1 sp.)
      25. Imeria R. M. King & H. Rob. (1 sp.)
      26. Hughesia R. M. King & H. Rob. (1 sp.)
      27. Cronquistianthus R. M. King & H. Rob. (23 spp.)
      28. Steyermarkina R. M. King & H. Rob. (4 spp.)
      29. Uleophytum Hieron. (1 sp.)
      30. Amboroa Cabrera (2 spp.)
      31. Tuberostylis Steetz (2 spp.)
      32. Ascidiogyne Cuatrec. (2 spp.)
      33. Ellenbergia Cuatrec. (1 sp.)
      34. Paneroa E. E. Schill. (1 sp.)
      35. Phania DC. (3 spp.)
      36. Phalacraea DC. (4 spp.)
      37. Guevaria R. M. King & H. Rob. (5 spp.)
      38. Ferreyrella S. F. Blake (2 spp.)
      39. Nesomia B. L. Turner (1 sp.)
      40. Piqueriella R. M. King & H. Rob. (1 sp.)
      41. Macvaughiella R. M. King & H. Rob. (3 spp.)
      42. Microspermum Lag. (8 spp.)

    15. Subtribus Fleischmanniinae R. King & H. Rob.
      1. Fleischmannia Sch. Bip. (99 spp.)
      2. Zyzyura H. Rob. & Pruski (1 sp.)

    16. Subtribus Adenostemmatinae B. L. Rob.
      1. Adenostemma J. R. Forst. & G. Forst. (23 spp.)
      2. Sciadocephala Mattf. (6 spp.)
      3. Gymnocoronis DC. (2 spp.)

    17. Subtribus Ayapaninae R. M. King & H. Rob.
      1. Isocarpha R. Br. (5 spp.)
      2. Ayapana Spach (17 spp.)
      3. Polyanthina R. M. King & H. Rob. (1 sp.)
      4. Gongrostylus R. M. King & H. Rob. (2 spp.)
      5. Condylidium R. M. King & H. Rob. (2 spp.)
      6. Siapaea Pruski (1 sp.)
      7. Lepidesmia Klatt (1 sp.)

    18. Subtribus Ageratinae Less.
      1. Ageratum L. (37 spp.)
      2. Conoclinium DC. (4 spp.)

    19. Subtribus neopisan
      1. Ophryosporus Meyen (42 spp.)

    20. Subtribus Disynaphiinae R. M. King & H. Rob.
      1. Urolepis (A. DC.) R. M. King & H. Rob. (1 sp.)
      2. Radlkoferotoma Kuntze (3 spp.)
      3. Malmeanthus R. M. King & H. Rob. (3 spp.)
      4. Acanthostyles R. M. King & H. Rob. (2 spp.)
      5. Symphyopappus Turcz. (13 spp.)
      6. Raulinoreitzia R. M. King & H. Rob. (3 spp.)
      7. Disynaphia Hook. & Arn. ex DC. (14 spp.)
      8. Campovassouria R. M. King & H. Rob. (2 spp.)
      9. Grazielia R. M. King & H. Rob. (12 spp.)
      10. Neocabreria R. M. King & H. Rob. (6 spp.)

    21. Subtribus neopisan
      1. Heterocondylus R. M. King & H. Rob. (15 spp.)
      2. Gymnocondylus R. M. King & H. Rob. (1 sp.)
      3. Alomiella R. M. King & H. Rob. (2 spp.)
      4. Monogereion G. M. Barroso & R. M. King (1 sp.)
      5. Ayapanopsis R. M. King & H. Rob. (17 spp.)
      6. Macropodina R. M. King & H. Rob. (3 spp.)
      7. Campuloclinium DC. (17 spp.)

    22. Subtribus Trichogoniinae V. L. Rivera, S. C. Ferreira & Panero
      1. Trichogoniopsis R. M. King & H. Rob. (3 spp.)
      2. Platypodanthera R. M. King & H. Rob. (1 sp.)
      3. Trichogonia (DC.) Gardner (26 spp.)

    23. Subtribus neopisan
      1. Teixeiranthus R. M. King & H. Rob. (2 spp.)

    24. Subtribus neopisan
      1. Dissothrix A. Gray (1 sp.)

    25. Subtribus neopisan
      1. Cavalcantia R. M. King & H. Rob. (2 spp.)
      2. Parapiqueria R. M. King & H. Rob. (1 sp.)

    26. Subtribus Gyptidinae R. King & H. Rob.
      1. Gyptis (Cass.) Cass. (7 spp.)
      2. Gyptidium R. M. King & H. Rob. (2 spp.)
      3. Austroeupatorium R. M. King & H. Rob. (14 spp.)
      4. Hatschbachiella R. M. King & H. Rob. (2 spp.)

    27. Subtribus neopisan
      1. Austrobrickellia R. M. King & H. Rob. (3 spp.)
      2. Stomatanthes R. M. King & H. Rob. (17 spp.)
      3. Planaltoa Taub. (2 spp.)
      4. Leptoclinium (Nutt.) Benth. (1 sp.)
      5. Pseudobrickellia R. M. King & H. Rob. (3 spp.)
      6. Goyazianthus R. M. King & H. Rob. (1 sp.)

    28. Subtribus neopisan
      1. Gardnerina R. M. King & H. Rob. (1 sp.)
      2. Vittetia R. M. King & H. Rob. (2 spp.)
      3. Barrosoa R. M. King & H. Rob. (11 spp.)

    29. Subtribus neopisan
      1. Bishopiella R. M. King & H. Rob. (1 sp.)
      2. Agrianthus Mart. ex DC. (8 spp.)
      3. Arrojadocharis Mattf. (2 spp.)
      4. Lasiolaena R. M. King & H. Rob. (7 spp.)
      5. Stylotrichium Mattf. (6 spp.)

    30. Subtribus neopisan
      1. Litothamnus R. M. King & H. Rob. (3 spp.)
      2. Diacranthera R. M. King & H. Rob. (3 spp.)
      3. Bahianthus R. M. King & H. Rob. (1 sp.)
      4. Catolesia D. J. N. Hind (3 spp.)
      5. Morithamnus R. M. King, H. Rob. & G. M. Barroso (2 spp.)
      6. Prolobus R. M. King & H. Rob. (1 sp.)
      7. Bejaranoa R. M. King & H. Rob. (2 spp.)
      8. Conocliniopsis R. M. King & H. Rob. (1 sp.)
      9. Dasycondylus R. M. King & H. Rob. (9 spp.)
      10. Scherya R. M. King & H. Rob. (1 sp.)
      11. Acritopappus R. M. King & H. Rob. (19 spp.)

  18. Tribus Neurolaeneae Rydb.
    1. Subtribus Enydrinae H. Rob.
      1. Enydra Lour. (6 spp.)

    2. Subtribus Heptanthinae H. Rob.
      1. Heptanthus Griseb. (7 spp.)

    3. Subtribus Neurolaeninae Stuessy, B. L. Turner & A. M. Powell
      1. Calea L. (157 spp.)
      2. Tyleropappus Greenm. (1 sp.)
      3. Greenmaniella W. M. Sharp (1 sp.)
      4. Neurolaena R. Br. (13 spp.)

  19. Tribus Coreopsideae Lindl.
    1. Subtribus Chrysanthellinae Ryding & K. Bremer
      1. Chrysanthellum Rich. (14 spp.)
      2. Glossocardia Cass. (12 spp.)
      3. Trioncinia (F. Muell.) Veldkamp (2 spp.)
      4. Diodontium F. Muell. (1 sp.)
      5. Isostigma Less. (13 spp.)
      6. Henricksonia B. L. Turner (1 sp.)
      7. Heterosperma Cav. (8 spp.)
      8. Dicranocarpus A. Gray (1 sp.)

    2. Subtribus Petrobiinae Benth.
      1. Petrobium R. Br. (1 sp.)
      2. Narvalina Cass. (2 spp.)
      3. Cyathomone S. F. Blake (1 sp.)
      4. Selleophytum Urb. (1 sp.)
      5. Fitchia Hook. fil. (7 spp.)
      6. Oparanthus Sherff (6 spp.)
      7. Moonia Arn. (2 spp.)

    3. Subtribus Coreopsidinae Cass. ex Dumort.
      1. Coreopsis L. (87 spp.)
      2. Coreocarpus Benth. (7 spp.)
      3. Cosmos Cav. (35 spp.)
      4. Bidens L. (222 spp.)
      5. Goldmanella Greenm. (1 sp.)
      6. Thelesperma Less. (13 spp.)
      7. Electranthera Mesfin, Crawford & Pruski (3 spp.)
      8. Ericentrodea S. F. Blake & Sherff, Sherff (6 spp.)
      9. Dahlia Cav. (40 spp.)
      10. Hidalgoa La Llave (3 spp.)

    4. Subtribus Pinillosinae H. Rob.
      1. Pinillosia Ossa ex DC. (1 sp.)
      2. Tetraperone Urb. (1 sp.)
      3. Koehneola Urb. (1 sp.)

  20. Tribus Polymnieae Panero
    1. Polymnia L. (4 spp.)

  21. Tribus Heliantheae Cass.
    1. Subtribus Ambrosiinae Less.
      1. Ambrosia L. (46 spp.)
      2. Dicoria Torr. & A. Gray (2 spp.)
      3. Euphrosyne DC. (4 spp.)
      4. Cyclachaena Fresen. (1 sp.)
      5. Hedosyne Strother (1 sp.)
      6. Iva L. (10 spp.)
      7. Parthenice A. Gray (1 sp.)
      8. Parthenium L. (21 spp.)
      9. Xanthium L. (5 spp.)

    2. Subtribus Chromolepidinae Panero
      1. Chromolepis Benth. (1 sp.)

    3. Subtribus Dugesiinae Panero
      1. Dugesia A. Gray (1 sp.)

    4. Subtribus Ecliptinae Less.
      1. Perymenium Schrad. (64 spp.)
      2. Podanthus Lag. (2 spp.)
      3. Baltimora L. (2 spp.)
      4. Clibadium L. (38 spp.)
      5. Ichthyothere Mart. (27 spp.)
      6. Delilia Spreng. (2 spp.)
      7. Eclipta L. (10 spp.)
      8. Lantanopsis C. Wright ex Griseb. (3 spp.)
      9. Pentalepis F. Muell. (6 spp.)
      10. Rensonia S. F. Blake (1 sp.)
      11. Riencourtia Cass. (7 spp.)
      12. Blainvillea Cass. (5 spp.)
      13. Calyptocarpus Less. (3 spp.)
      14. Damnxanthodium Strother (1 sp.)
      15. Perymeniopsis H. Rob. (1 sp.)
      16. Dimerostemma Cass. (31 spp.)
      17. Elaphandra Strother (14 spp.)
      18. Eleutheranthera Poit. ex Bosc (2 spp.)
      19. Exomiocarpon Lawalrée (1 sp.)
      20. Iogeton Strother (1 sp.)
      21. Jefea Strother (5 spp.)
      22. Lasianthaea DC. (16 spp.)
      23. Lundellianthus H. Rob. (8 spp.)
      24. Lipotriche R. Br. (13 spp.)
      25. Oblivia Strother (3 spp.)
      26. Otopappus Benth. (17 spp.)
      27. Oyedaea DC. (25 spp.)
      28. Pascalia Ortega (2 spp.)
      29. Plagiolophus Greenm. (1 sp.)
      30. Steiractinia S. F. Blake (14 spp.)
      31. Synedrella Gaertn. (1 sp.)
      32. Synedrellopsis Hieron. & Kuntze (1 sp.)
      33. Tuxtla Villaseñor & Strother (1 sp.)
      34. Wamalchitamia Strother (7 spp.)
      35. Wedelia Jacq. (135 spp.)
      36. Fenixia Merr. (1 sp.)
      37. Hoffmanniella Schltr. ex Lawalrée (1 sp.)
      38. Idiopappus H. Rob. & Panero (1 sp.)
      39. Kingianthus H. Rob. (2 spp.)
      40. Leptocarpha DC. (1 sp.)
      41. Monactis Kunth (12 spp.)
      42. Trigonopterum Hook. fil. (1 sp.)
      43. Aspilia Thouars (66 spp.)
      44. Schizoptera Turcz. (1 sp.)
      45. Sphagneticola O. Hoffm. (5 spp.)
      46. Tilesia G. Mey. (3 spp.)
      47. Zexmenia La Llave (5 spp.)
      48. Tuberculocarpus Pruski (1 sp.)
      49. Echinocephalum Gardner (1 sp.)
      50. Melanthera Rohr (8 spp.)
      51. Apowollastonia Orchard (8 spp.)
      52. Wollastonia DC. ex DC. (24 spp.)
      53. Indocypraea Orchard (1 sp.)
      54. Quadribractea Orchard (1 sp.)
      55. Acunniana Orchard (1 sp.)
      56. Lipoblepharis Orchard (5 spp.)
      57. Lipochaeta DC. (6 spp.)

    5. Subtribus Enceliinae Panero
      1. Encelia Adans. (21 spp.)
      2. Enceliopsis (A. Gray) A. Nels. (3 spp.)
      3. Geraea Torr. & A. Gray (2 spp.)
      4. Flourensia DC. (32 spp.)
      5. Helianthella Torr. & A. Gray (11 spp.)

    6. Subtribus Engelmanniinae Stuessy
      1. Berlandiera DC. (8 spp.)
      2. Chrysogonum L. (3 spp.)
      3. Engelmannia A. Gray (1 sp.)
      4. Lindheimera A. Gray & Engelm. (1 sp.)
      5. Silphium L. (13 spp.)
      6. Borrichia Adans. (3 spp.)
      7. Vigethia W. A. Weber (1 sp.)
      8. Wyethia Nutt. (8 spp.)
      9. Scabrethia W. A. Weber (1 sp.)
      10. Agnorhiza (Jeps.) W. A. Weber (5 spp.)
      11. Balsamorhiza Hook. (12 spp.)

    7. Subtribus Helianthinae Dumort.
      1. Helianthus L. (55 spp.)
      2. Iostephane Benth. (4 spp.)
      3. Lagascea Cav. (9 spp.)
      4. Pappobolus S. F. Blake (37 spp.)
      5. Scalesia Arn. ex Lindl. (15 spp.)
      6. Sclerocarpus Jacq. (9 spp.)
      7. Simsia Pers. (30 spp.)
      8. Syncretocarpus S. F. Blake (3 spp.)
      9. Tithonia Desf. ex Juss. (13 spp.)
      10. Heliomeris Nutt. (6 spp.)
      11. Phoebanthus S. F. Blake (2 spp.)
      12. Bahiopsis Kellogg (12 spp.)
      13. Calanticaria (B. L. Rob. & Greenm.) E. E. Schill. & Panero (5 spp.)
      14. Hymenostephium Benth. (23 spp.)
      15. Davilanthus E. E. Schill. & Panero (7 spp.)
      16. Heiseria E. E. Schill. & Panero (3 spp.)
      17. Dendroviguiera E. E. Schill. & Panero (14 spp.)
      18. Gonzalezia E. E. Schill. & Panero (3 spp.)
      19. Sidneya E. E. Schill. & Panero (2 spp.)
      20. Aldama La Llave (117 spp.)
      21. Viguiera Kunth (19 spp.)

    8. Subtribus Montanoinae H. Rob.
      1. Montanoa Cerv. (28 spp.)

    9. Subtribus Rojasianthinae Panero
      1. Rojasianthe Standl. & Steyerm. (1 sp.)

    10. Subtribus Rudbeckiinae H. Rob.
      1. Ratibida Raf. (7 spp.)
      2. Rudbeckia L. (32 spp.)

    11. Subtribus Spilanthinae Panero
      1. Acmella Rich. ex Pers. (34 spp.)
      2. Tetranthus Sw. (4 spp.)
      3. Oxycarpha S. F. Blake (1 sp.)
      4. Spilanthes Jacq. (10 spp.)
      5. Salmea DC. (11 spp.)

    12. Subtribus Verbesiniinae Benth.
      1. Podachaenium Benth. ex Oerst. (6 spp.)
      2. Squamopappus R. K. Jansen, N. A. Harriman & Urbatsch (1 sp.)
      3. Tetrachyron Schltdl. (10 spp.)
      4. Verbesina L. (348 spp.)

    13. Subtribus Zaluzaniinae H. Rob.
      1. Hybridella Cass. (2 spp.)
      2. Zaluzania Pers. (12 spp.)

    14. Subtribus Zinniinae Benth.
      1. Echinacea Moench (9 spp.)
      2. Heliopsis Pers. (14 spp.)
      3. Philactis Schrad. (4 spp.)
      4. Sanvitalia Gualt. ex Lam. (7 spp.)
      5. Zinnia L. (23 spp.)
      6. Tehuana Panero & Villaseñor (1 sp.)
      7. Trichocoryne S. F. Blake (1 sp.)